# České knížectví
České knížectví (latinsky Ducatus Bohemiæ, německy Herzogtum Böhmen) byl raně středověký státní útvar na území Čech. Trval od 10. století do roku 1198 (s výjimkou let 1085–1092, kdy měl královský titul Vratislav II., a 1158–1172, kdy byl králem Vladislav II.). Hlavami českého knížectví byli Přemyslovci, krátce též polští Piastovci. Po dobytí Moravy asi roku 1029 vládli v moravských knížectvích rovněž Přemyslovci (převážně z moravské větve), rod tak ovládal území zhruba odpovídající dnešní České republice. Knížectví se ve 13. století přerodilo v České království.

## Historie

### Zárodky přemyslovského knížectví

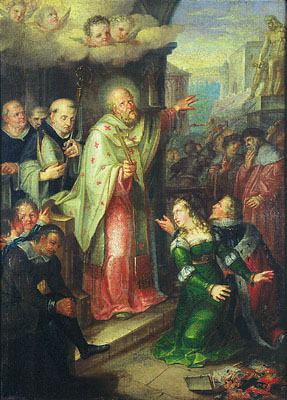
Bořivoj I., první historicky doložený český panovník

V dobách Velké Moravy neměly Čechy jen jediného panovníka, v čele menších územních celků zde stála místní knížata (náčelníci) Čechů. Mezi nimi se postupně nejvíce prosadili Přemyslovci, sídlící na Levém Hradci a v Praze. Ti pak svoji moc rozšiřovali ze středních Čech.
První historicky prokázaný přemyslovský panovník Bořivoj I., podřízený velkomoravskému knížeti Svatoplukovi, se stal jeho místodržícím v Čechách přibližně v roce 867. Roku 872 Bořivoj vojensky podporoval Svatopluka v jeho sporu s východofranským králem Ludvíkem Němcem a v jižních Čechách německá vojska porazil. Nechal se společně se svojí ženou Ludmilou pokřtít zřejmě roku 883 z rukou moravského arcibiskupa Metoděje. Bořivoj přesídlil z Levého Hradce do Prahy roku 885.[zdroj?]
Pravděpodobně za vlády Bořivojova syna Spytihněva I. v Praze vznikl knížecí palác a Praha se stala centrem rodícího se českého státu, který se v roce 895 zbavil vlivu Velké Moravy. Spytihněv se také začal více orientovat na Bavorsko a Východofranskou říši. Z Pražského hradu a dalších hradišť ve středních Čechách začali přemyslovští vládci spravovat okolní území a vybírat daně za jejich ochranu: vzniklo tzv. knížecí rodové patrimonium.

### Počátky přemyslovské moci

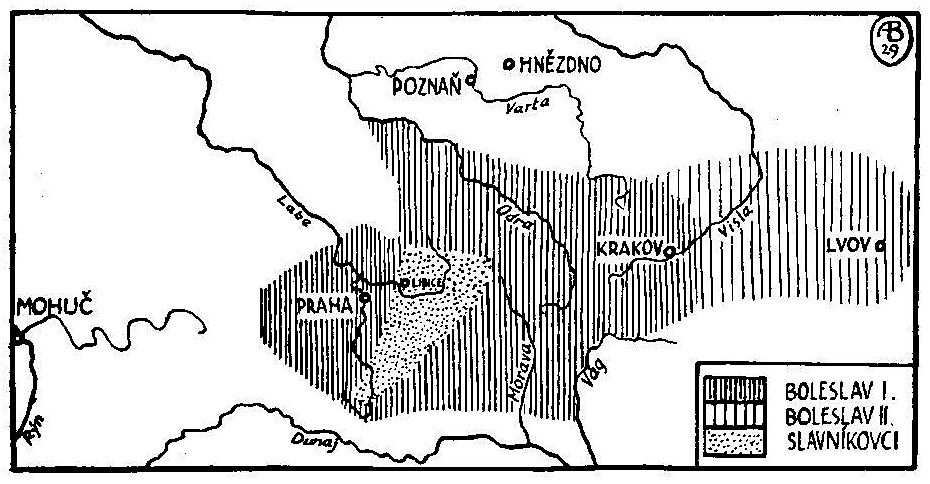
České knížectví za Boleslava I. a Boleslava II.

Za zakladatele české státnosti lze považovat Boleslava I. (935–972), protože za jeho předchůdce knížete Václava I. na území Čech dosud chyběla centrální moc. Za vlády Boleslava I. zmínky o kmenových knížatech mizí, až se nakonec celé Čechy dostaly pod jeho přímou vládu. Tento proces si vyžadoval vydržování poměrně silné armády, zemědělci však jen těžko dokázali vyprodukovat více, než sami spotřebovali. Potřebné prostředky Přemyslovci získávali z kořistnických expanzí na severní Moravu, do Slezska a Malopolska. Tímto krokem český kníže ovládl důležitou obchodní stezku z Evropy do Kyjeva, Chazarské říše a dále do Číny.

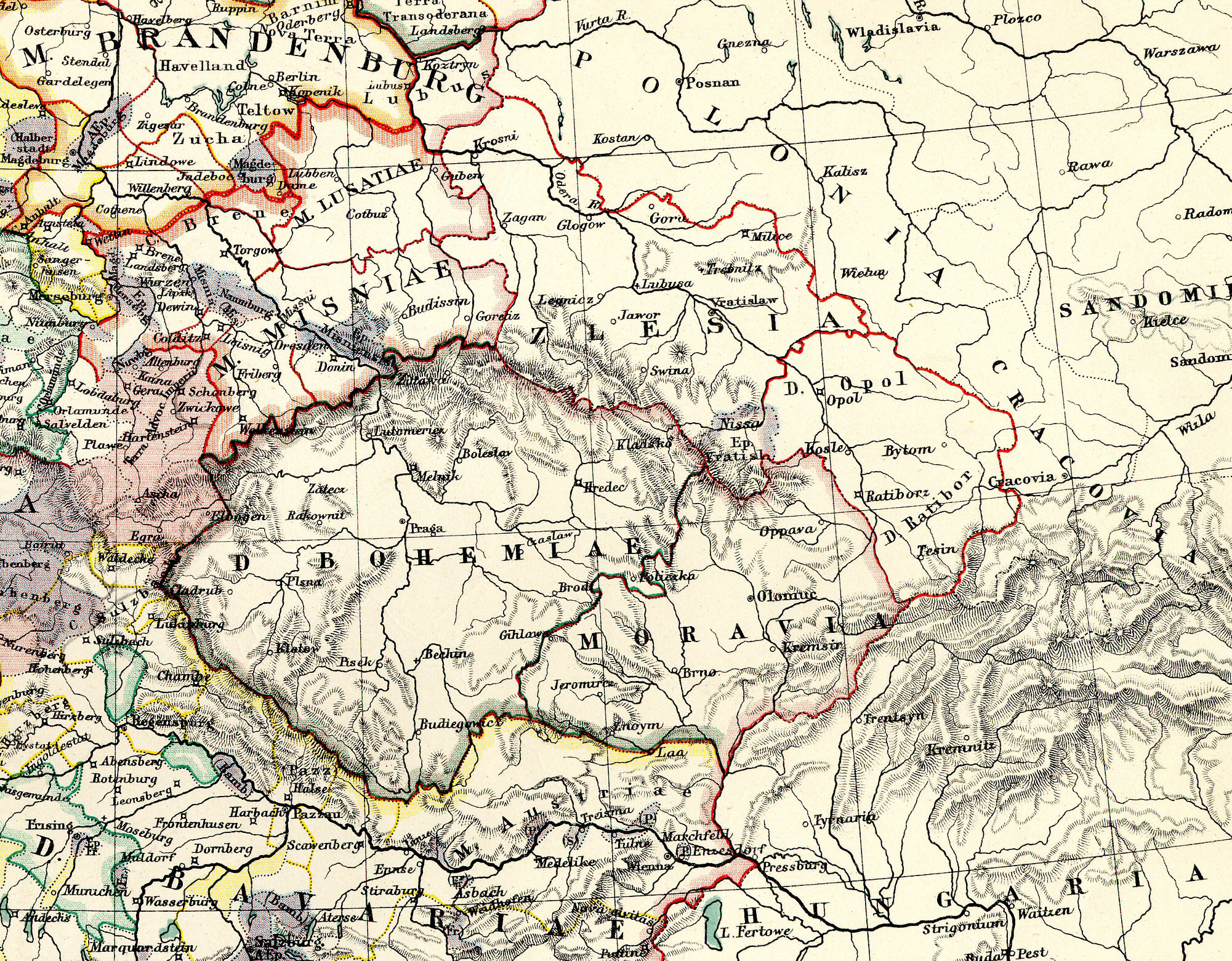
České knížectví a sousední země mezi lety 1138–1254

Vzápětí však došlo k vzestupu polských Piastovců, kteří dobyli Slezsko a Malopolsko, čímž český kníže ztratil svůj důležitý zdroj příjmu. Dalším zdrojem byl i obchod s otroky, kteří byli vyváženi do muslimského Španělska. Do té doby se jednalo o otroky pohanské, avšak poté, co byla ztracena kontrola nad obchodní stezkou, začal Boleslav II. (972–999) zotročovat i křesťany, což následně kritizoval např. biskup Vojtěch. Tato krize podporovala podezřívavost k dalším českým rodům, která byla ještě více prohloubena polským vpádem do Čech a která nakonec vedla k vyvraždění Slavníkovců (995) či k vraždění Vršovců.
Polský kníže Boleslav Chrabrý na český trůn dosadil záhadného příbuzného Přemyslovců Vladivoje (vládl 1002–1003). Ten chtěl upevnit svoje nejisté postavení, proto požádal v listopadu 1002 německého krále, aby mu udělil Čechy v léno. Tím umožnil začlenění českého státu do Svaté říše římské.
Z krize vyvedl zemi až kníže Oldřich (1012–1034), jehož nemanželský syn Břetislav zřejmě roku 1029 k Českému knížectví téměř trvale připojil Moravu. Tím však možnosti expanze byly vyčerpány a kníže musel hledat jiné způsoby než kořistnictví jak získat prostředky na zajištění své vlády – začal se opírat o hradskou soustavu, čímž stát začal být zajišťován daněmi a poplatky.

### Před příchodem křesťanství

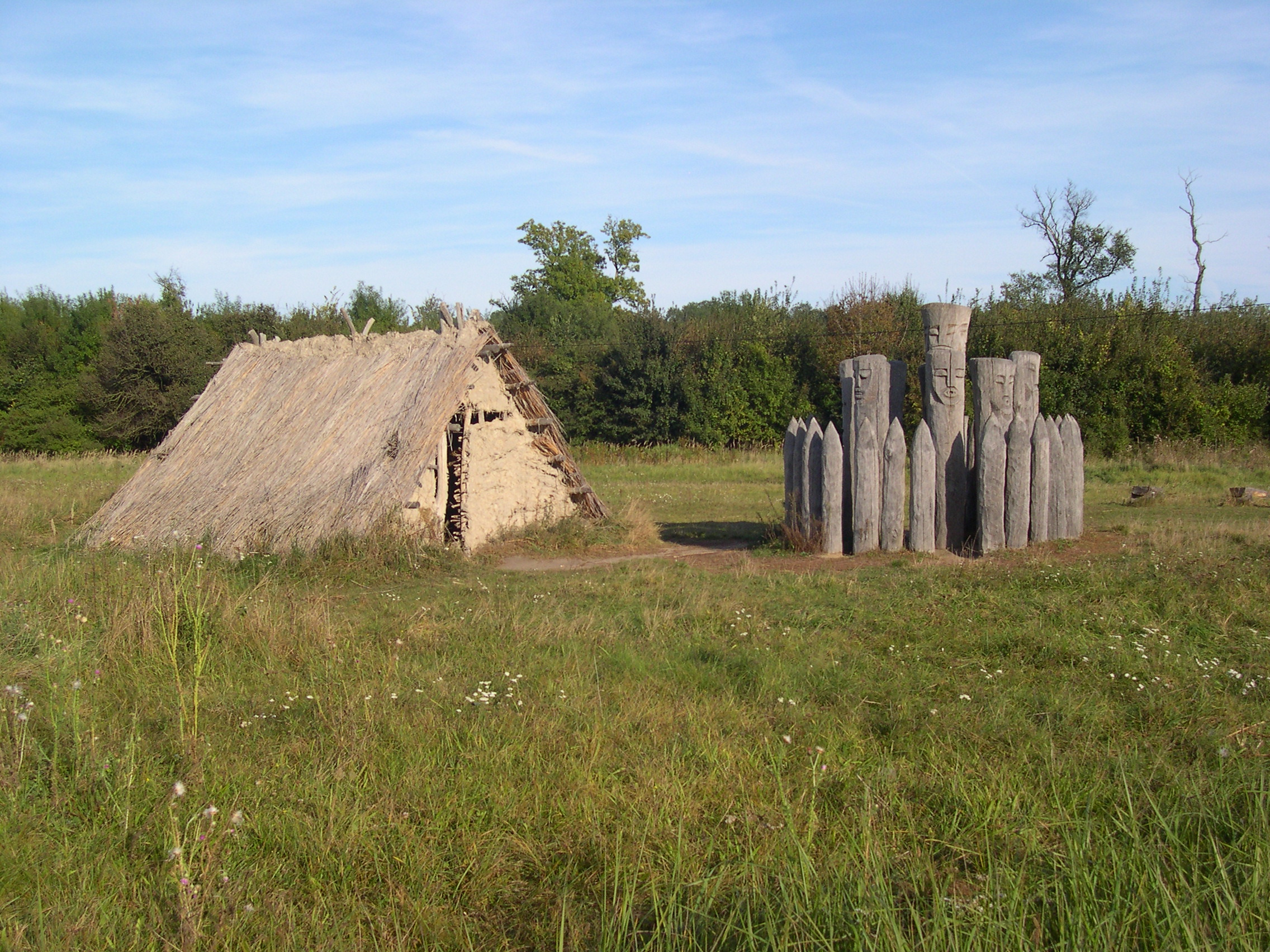
Rekonstrukce kultovního okrsku v areálu muzea v přírodě na Pohansku u Břeclavi

O starém náboženství starých Čechů se nedochovalo mnoho informací. Některé zaznamenal kronikář Kosmas. Podle něj byly mezi Čechy praktikován soubor kultů, které lze rekonstruovat na základě etymologie názvů lokalit (podobně jako v případě jiných slovanských zemí) Je možné, že Čechové měli před přijetím křesťanství polyteistickou víru, sestávající z různých na sobě nezávislých kultů spočívající ve víře v přírodní božstva, duchy či démony, podobně tomu bylo u ostatních slovanských národů. Ústředními postavami kultu byl většinou hromovládce, chtonický bůh podsvětí, obvykle telurická bohyně , bůh plodnosti či bůh solární. Kult polabského Radegasta není v raném období doložen a spíše se jedná o pozdější romantickou mystifikaci.
Podle Kosmovy kroniky byl v roce 999 rodem Vršovců zajat a na hoře Velízu držen přemyslovský kníže Jaromír. Měl být obětován pod posvátným dubem, zřejmě nějakému pohanskému božstvu, kterému mohl být onen dub či Velíz zasvěcen.
Předpokládá se, že Čechové svoji víru praktikovali na posvátných místech (jako byla různá návrší) pod širým nebem, kde mohl stát posvátný dub či celé posvátné háje, popřípadě speciální dřevěná kultiště, zvnějšku chráněná dřevěnou ohradou (též tzv. „posvátná hradiště“), které mohli plnit funkci svatostánků s obětištěm. Přímo dřevěné chrámy nebyly nalezeny. Během christianizace byly tyto duby a obětiště zničeny a postupně nahrazeny křesťanskými kostely či kláštery. Křesťanská legenda o založení Břevnovského kláštera v Praze vypráví, že před vznikem kláštera (v roce 993) zde stával na místě statný dub, v jehož koruně sídlil čert.

### Nástup křesťanství

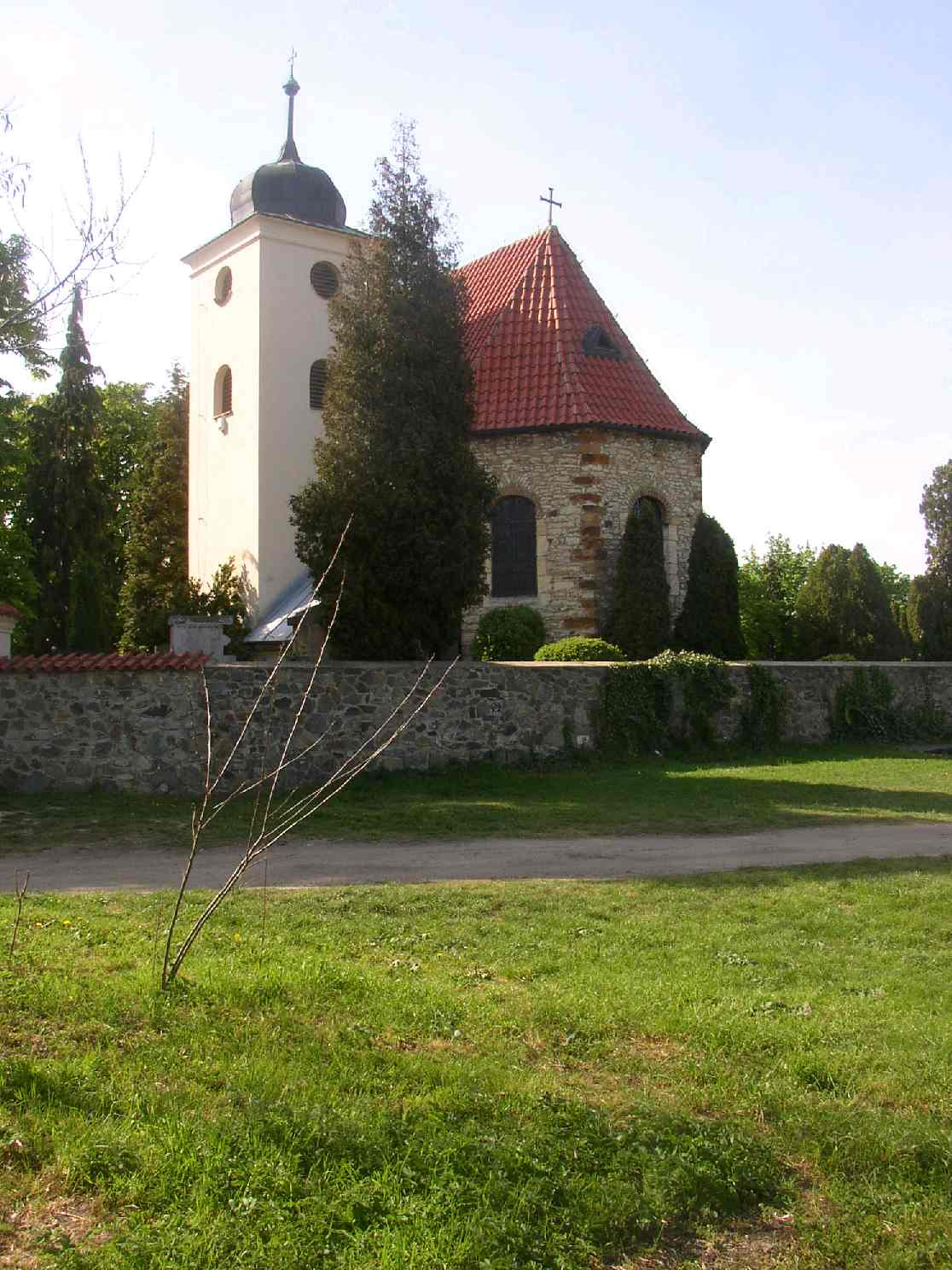
Levý Hradec, první křesťanský kostel v Čechách

Křesťanství přichází do Čech v 9. století prostřednictvím západní iroskotské misie a následně východních misií soluňských bratří Cyrila a Metoděje, kteří preferovali vytvoření tzv. slovanské církve (staroslověnský obřad).
Dlužno zdůraznit, že Konstantin s Metodějem nepřicházeli do země, která by o křesťanství nic nevěděla. Misionáři ze západu zjevně pronikali na území dnešních Čech v raném devátém století. Tak na příklad 13. ledna 845 na dvoře Ludvíka Němce, krále Východofranské říše, přijalo čtrnáct českých knížat křesťanství (dle Fuldských análů).
Konstantin s Metodějem sestavili mj. takzvaný Zakon sudnyj ljudem (Soudní zákon pro laiky), který se ve svém prvním bodě vypořádává s lidmi co nepřijali křesťanství tím, že stanovuje přísné tresty pro ty, kteří konají pohanské oběti nebo přísahy. Trestem bylo to, že: „Každá vesnice, v níž se konají oběti nebo přísahy pohanské, ať je předána Božímu chrámu se vším majetkem, který patří pánům v této vesnici. Ti, kteří konají oběti a přísahy, ať jsou prodáni s veškerým svým majetkem a získaný výnos ať se rozdá chudým.“
Žáci Cyrila a Metoděje se po rozpadu Velké Moravy uchýlili do Čech, kde se čím dál častěji dostávali do konfliktů se západními křesťany – latiníky (neboli katolíky). Jejich snahy byly ovšem potlačovány a nakonec knížetem Břetislavem II. definitivně překaženy v roce 1097 vyhnáním slovanských mnichů ze Sázavského kláštera, kam byli místo nich poté umístěni benediktini latinského obřadu.
Pohanství, které bylo stále vyznáváno (především mezi prostými lidmi), bylo následně potíráno. Přesto přežívaly některé pohanské zvyklosti i na knížecím dvoře, jenž byl jinak hlavním ohniskem christianizace země, jak o tom svědčí například nálezy symbolických obětin (zvířecí kosti, vejce) v hrobě Boleslava II. Také samotné nastolování knížat na kamenný stolec v podobě prostého balvanu v areálu pražského hradu na posvátné vyvýšenině zvané Žiži (Siži) byl rituál, jenž se od dob pohanství zachoval i do křesťanských časů – celý obřad známe jen nedokonale z pramenů 10.–12. století. Až do 12. století neměla církev na tomto obřadu prakticky žádnou účast, přestože se jednalo o nezbytný akt ustanovení knížete – kamenný stolec byl proto nejdůležitější insignií knížectví. Český nastolovací obřad není u slovanů ojedinělý (např. podobný obřad se udržela až do pozdního středověku u korutanských Slovanů). Přežívajícím pohanským prvkem byla i běžná tradice mnohoženství, proti niž brojila z popudu církve i světská knížecí moc – z nařízení Břetislava I. (v tzv. Břetislavových statutech z roku 1039) se trestem pro muže, který by měl po pohanském zvyku více manželek, stalo jeho prodání do otroctví (prodej otroků patřil k jednou z ekonomických pilířů raného přemyslovského státu). Nakonec bylo pohanství knížetem Břetislavem II. zakázáno v roce 1094. Posvátné stromy a háje byly vysekávány a páleny. Na místech, kde původně stávala pohanská posvátná místa, byly budovány křesťanské kostely a kláštery.

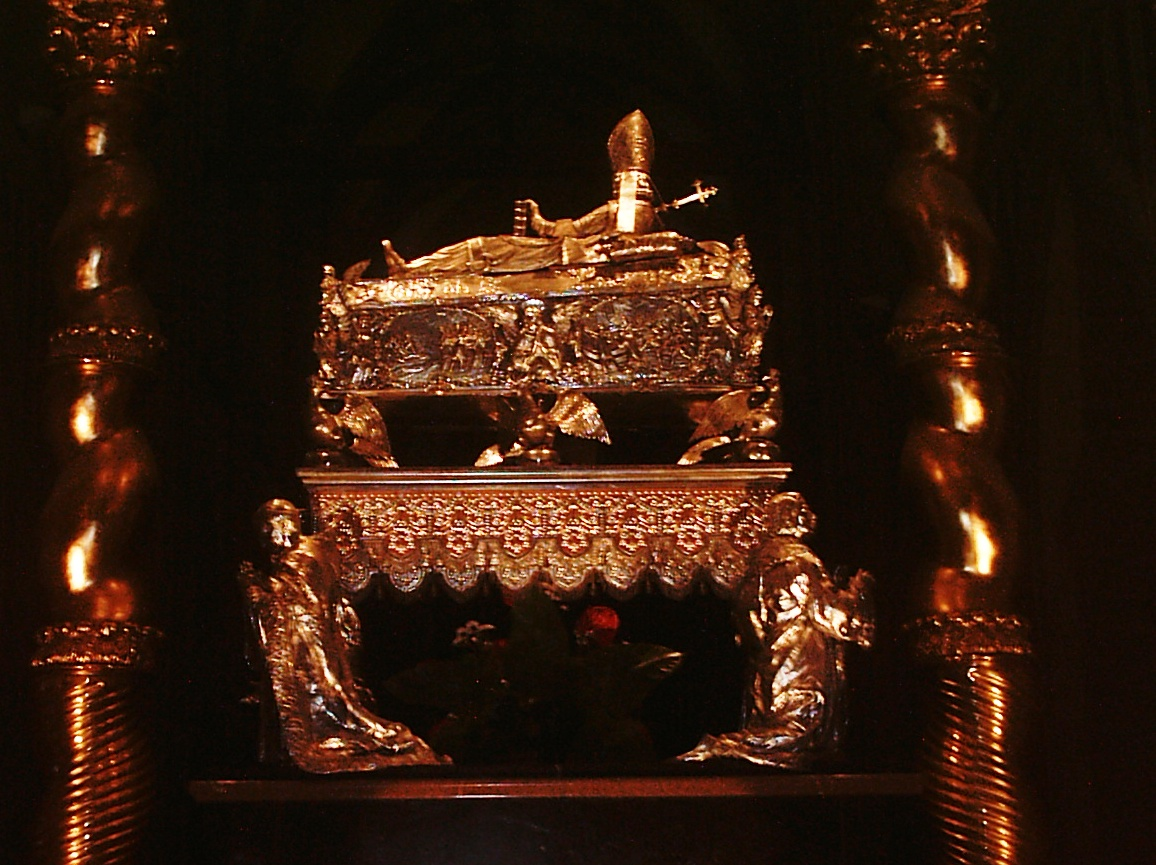
Přenesení Vojtěchových ostatků z Polska mělo přispět k upevnění moci přemyslovců a jejich státu (relikviář v Hnězdně)

První křesťanské kostely byly vybudovány koncem 9. století na knížecích sídlech (Levý Hradec, Pražský hrad). Mnoho kostelů nechal později vystavět na nově zakládaných správcovských hradech Boleslav I., kde hrály důležitou roli nejen v církevní, ale i světské správě. Od 11. století se stavěly rotundy a baziliky v románském slohu. Jako druhá křesťanská stavba vznikla na Pražském hradě bazilika sv. Jiří (vystavěna za vlády Vratislava I.), dočasně se stala hlavním kostelem knížecího paláce i celých Čech. Zanedlouho zde nechal kníže Václav vystavět ještě rotundu sv. Víta, do níž uložil ostatky tohoto světce, které získal darem od východofranského krále Jindřicha Ptáčníka.
Každý křesťanský stát a jeho panující rod získaly časem svého patrona, světce, k němuž se velmoži i lid obraceli v těžkých chvílích o pomoc. Tito „nebeští“ ochránci pocházeli často z vládnoucí dynastie. Patrony českého státu a dynastie Přemyslovců se stali svatý Václav a jeho babička svatá Ludmila.
Roku 1096 prošli Čechami účastníci 1. křížové výpravy a došlo k protižidovským pogromům. Roku 1098 Břetislav II. zkonfiskoval židovské majetky.

### Upevňování knížecí moci (1035–1055)
Oldřicha poté znovu vystřídal Jaromír a po krátké vládě (1033–1034) se již oslepený vzdal trůnu ve prospěch svého synovce Břetislava I. (1035–1055). V té době se Polsko dostávalo do krize, pozornost římského císaře byla odvedena na západ a Břetislav se proto rozhodl pro vpád do Polska (1039), kde dobyl Poznaň, Hnězdno a část Slezska včetně Vratislavi. Po vstupu do Hnězdna vyhlásil kníže nad hrobem svatého Vojtěcha Břetislavova dekreta (soubor právních předpisů) a translací Vojtěchových ostatků se zároveň pokusil o povýšení pražského biskupství. Zničení města Hnězdno donutilo Poláky přesunout své hlavní město do Krakova.
Poté však na římský trůn nastoupil Jindřich III., který hodlal nastolit původní rozložení sil. Podnikl proto dvě tažení do Čech – první (1040) bylo neúspěšné a byl poražen v bitvě u Brůdku na Šumavě. V druhém (1041) však oblehl Břetislava na Pražském hradě a donutil ho vzdát se všech dobytých území v Polsku. Břetislav byl na trůně ponechán, jelikož byl pro císaře vhodným pomocníkem pro připravované tažení do Uher.
Břetislav si byl vědom, že řád v zemi stojí a padá s osobou panovníka, a snažil se proto, aby přechod moci z jednoho panovníka na druhého proběhl pokud možno co nejvíc hladce. Stanovil proto roku 1054 v otázce nástupnictví zásadu seniorátu, knížetem měl být nejstarší mužský člen přemyslovské dynastie, čímž však zároveň bylo do značné míry potlačeno právo českých předáků na volbu svého panovníka.

### Prohlubování vztahů se Svatou říší římskou (1055–1125)

#### První český král

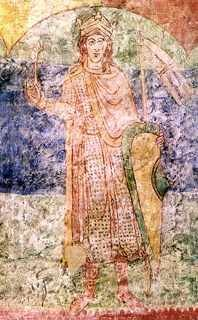
Vratislav II., první český král

I přes Břetislavovu snahu vnést do nástupnictví řád, nebyly po jeho smrti vztahy mezi jeho syny zprvu klidné. Kníže Spytihněv II. (1055–1061) dal svým bratrům tvrdě pocítit svou ruku, Vratislav před ním dokonce prchl do Uher. Vzápětí však na říšský trůn nastoupil Jindřich IV., který se rychle sbližoval s uherským králem, jehož dcera se stala Vratislavovou manželkou. Spytihněv se zalekl a rychle se snažil si bratry usmířit a vrátil jim jejich moravská údělná knížectví. Ostatní léta Spytihněvovy vlády byla již tedy klidná.
Vratislav II. (1061–1092) se po nástupu na knížecí trůn podobně jako Spytihněv snažil uchovat si nad Moravou kontrolu. Obnovil proto olomoucké biskupství (1063), které navázalo na biskupství z doby Velké Moravy, a skrze dosazeného biskupa tak mohl do jisté míry svou moc uplatňovat. To však vyvolalo spory s nejmladším bratrem knížete, pražským biskupem Jaromírem, jehož moc se Vratislav pokusil omezit pomocí zřízení vyšehradské kapituly. V důsledku těchto sporů se zintenzivnily kontakty mezi českým knížectvím a papežem.
Zároveň se však Vratislav II. začal sbližovat s Jindřichem IV., se kterým společně bojoval proti vzmáhajícímu se Polsku. Když proto vzápětí došlo mezi papežem a římským králem k vyhrocení sporu, který je znám jako boj o investituru, stál český kníže na králově straně a účastnil se i Jindřichova tažení do Říma (1081–84). Za věrné Vratislavovy služby mu (nyní již císař) Jindřich IV. udělil osobní královský titul, čímž se Vratislav II. stal prvním českým králem.
Udělení královského titulu však zároveň znamenalo ukončení spolupráce českého knížete s římským císařem, současně také v rámci přemyslovského rodu rostlo napětí – biskup Jaromír dosáhl zrušení olomouckého biskupství (1086), tento akt však nebyl králem respektován a dosadil do Olomouce nového biskupa. Současně rostlo napětí mezi králem a moravskými údělníky, Vratislav se taky snažil odstavit od moci svého syna Břetislava a prosazoval na základě seniorátu nástupnictví svého bratra Konráda I. Brněnského.

#### Boje o český trůn a říšské intervence (1092–1125)
Konrád na knížecí trůn roku 1092 skutečně dosedl (čímž bylo naplněna zásada seniorátu), ještě téhož roku však zemřel. Vystřídal jej jeho synovec Břetislav II., který se snažil omezit vliv Říše na český stát a zároveň upevnit svou knížecí moc – vybíral si proto například biskupy z ciziny, kteří neměli v Čechách oporu v nikom jiném než v knížeti, nebo vyhnal představitele rodu Vršovců. Ke konci vlády Břetislav kontakt s císařem znovu navázal, když se na něj obrátil s žádostí, aby Čechy udělil v léno jeho mladšímu bratru, který roku 1100 na knížecí trůn skutečně dosedl jako Bořivoj II. Touto císařskou intervencí však bylo zcela pominuto právo českých předáků na volbu knížete i zásada seniorátu, takže prosazení Bořivoje jen ještě více prohloubilo v knížectví neklid.

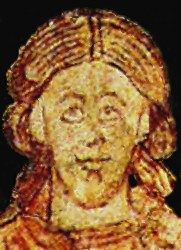
Kníže Vladislav I.

Žádný z českých předáků však nedisponoval takovou mocí, aby sám mohl Bořivoje svrhnout, a tak se přemyslovský senior Oldřich Brněnský obrátil na římského krále Jindřicha V., aby mu za vysokou sumu peněz udělil Čechy v léno, což král také učinil. Mezitím se ale situace v českém knížectví změnila – Polsko chtělo neklidu v české zemi využít a podnítilo olomouckého Přemyslovce Svatopluka k tažení do Čech (1105). Tažení sice bylo neúspěšné, Svatopluk však získal podporu českých předáků, kteří jej nakonec roku 1107 zvolili svým knížetem místo Bořivoje. Bořivoj se rozhodl utéci se k římskému králi, který se jej i přes dřívější podporu Oldřicha zastal a Svatopluka zajal. Když se však Bořivoj do Čech vracel, předáci jej nepřijali a císař se proto rozhodl propustit Svatopluka a vrátit jej na český trůn. Neklidná situace lákala Polsko i Uhry k vpádům do českého státu, na které Svatopluk odpověděl odvetnými taženími. Při tažení do Polska byl ale Svatopluk roku 1109 zavražděn.
Tím se situace znovu zkomplikovala – Svatoplukova družina si zvolila jeho bratra Otu, čeští předáci zase Bořivojova bratra Vladislava I. Ota nakonec ustoupil, stejně jako Oldřich, nikoli však Bořivoj II., který se přihlásil o svá dřívější práva a obsadil Prahu a Vyšehrad. Nakonec však byl zajat a vlády se ujal Vladislav (1109–1117). Vladislavova vláda byla nadále provázena spory s jeho mladším bratrem Soběslavem. Roku 1117 Vladislav I. překvapivě uvolnil trůn Bořivojovi II., ten však byl znovu roku 1120 sesazen a místo něj opět dosazen Vladislav I. Když Vladislav roku 1125 těžce onemocněl, vrátil se Soběslav z polského vyhnanství do Čech, kde se mu podařilo získat velkou popularitu, takže když Vladislav téhož roku zemřel, zaujal jeho místo.
Důsledkem bojů o moc nebylo jen oslabení českého státu, říšské intervence, polské a uherské vpády, ale také vzestup zemské aristokracie, která se zrodila z družin okolo jednotlivých uchazečů o trůn. Knížecí družina tak stále více přejímala zodpovědnost za plnění vůle knížete (i posmrtné) a za nastolení nového knížete.

#### Organizace českého knížectví
Moc knížete se opírala v tomto období o soustavu hradů, na které byli dosazováni za služby knížeti družiníci, kteří získávali prostředky na svou obživu tím, že si postupně podmaňovali obyvatelstvo v okolí a zdaňovali je – daň byla vládnoucí vrstvou chápána jako poplatek za mír a ochranu knížetem. Hradní páni pak museli část svých příjmů odvádět knížeti, který získával další finance také z výnosů knížecích dvorců, regálů či obchodních cel. Z těchto příjmů pak kníže financoval vojsko, hodnostáře a církevní instituce. Panovník po velkou část roku objížděl jednotlivé oblasti, aby nad nimi neztratil kontrolu. Purkrabí byli také čas od času překládáni z hradu na hrad, byť s postupem času stále více sílila jejich snaha udržet „svůj“ hrad pro svou rodinu.

### Zapojování do Říše (1125–1192)

#### Dvojsečná královská výsada (1125–1173)

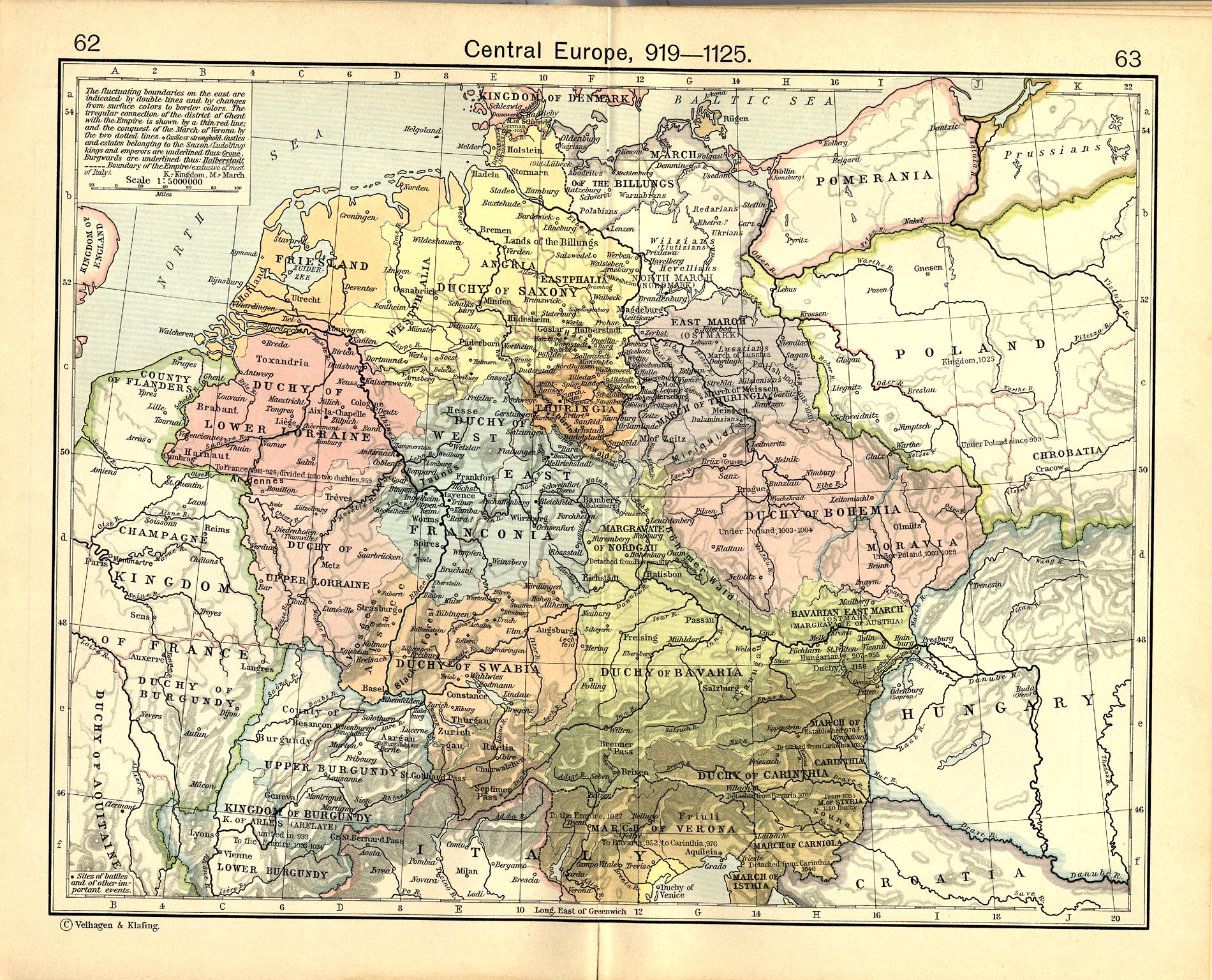
České knížectví v rámci střední Evropy mezi lety 919–1125, mapa z The Historical Atlas od Williama R. Shepherda, vydáno roku 1911

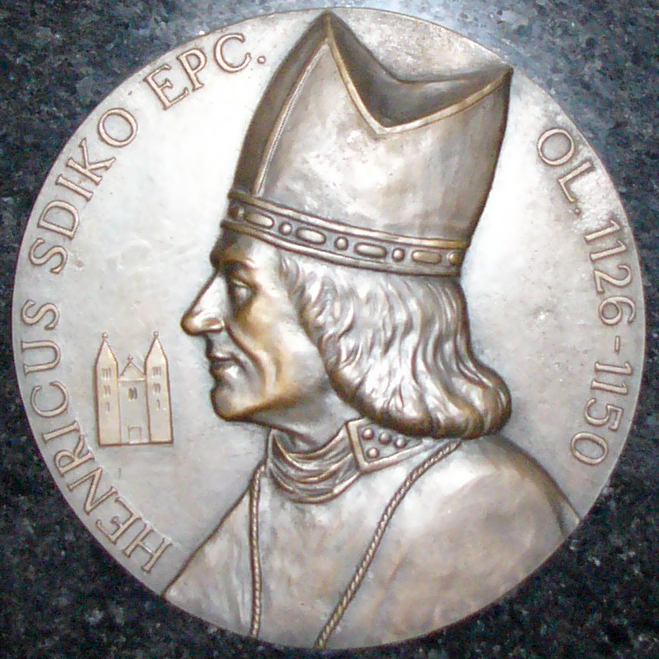
Památná mince zpodobňující Jindřicha Zdíka, biskupa olomouckého, důležitou oporou knížecí moci na Moravě

Po svém nástupu začal Soběslav I. (1125–1140) uplatňovat politiku samovlády, porazil v bitvě u Chlumce (1126) Otu II. Olomouckého, který se spojil s novým římským králem Lotharem III. Když roku 1130 popravil představitele opozice, kteří proti němu osnovali spiknutí, situace se uklidnila, nikoli ale natolik, aby opozice zanikla. Soběslav si toho byl vědom a snažil se svému synu Vladislavu Olomouckému zajistit následnictví tím, že si u římského krále Konráda III. vyžádal, aby Vladislavovi udělil Čechy v léno.
Král Soběslavovi vyhověl, když však kníže roku 1140 zemřel, čeští předáci Vladislava Olomouckého nepřijali a místo něj si zvolili jeho bratrance Vladislava II. (1140–1172), kterého vzápětí podpořil i Konrád III. Proti tomu se vzepřel Konrád II. Znojemský, ten byl ale po útoku na Prahu zatlačen říšským vojskem zpět na Moravu. Spojenectví českého knížete s římským králem se prohloubilo v několika společných válečných taženích (tažení do Polska, druhá křížová výprava). Po nástupu Fridricha I. Barbarossy na římský trůn sice vztahy s Říší na několik let ochladly, brzy však český kníže stál znovu po boku římského císaře při tažení proti vzpurnému Milánu či při dalším tažení do Polska (1157). Za to si Vladislav II. vysloužil královský titul, čímž se stal druhým přemyslovským králem.
Královský titul ale nebyl příliš vyjasněn, což uvádělo českého krále v nejistotu, které římský císař bohatě využíval ve svůj prospěch. České země tak stále více byly připoutávány k Říši. Vladislav II. se zas snažil královského titulu použít k potlačení práv českých předáků tím, že se skrze něj prosazoval zásadu primogenitury. V otázce nástupnictví se Vladislav proto o české předáky opřít nemohl a o císaře se opřít nechtěl, aby se nedostal do ještě větší závislosti na Říši. Rozhodl se proto na svou funkci roku 1172 rezignovat ve prospěch svého syna Bedřicha. Tento nestandardní krok opět vedl ke sporům – Fridrich I. Barbarossa totiž slíbil trůn Oldřichovi, čeští předáci si však zvolili Soběslava II., kterému nakonec také Oldřich svou vládu postoupil.

#### Období změn – na prahu království (1173–1198)

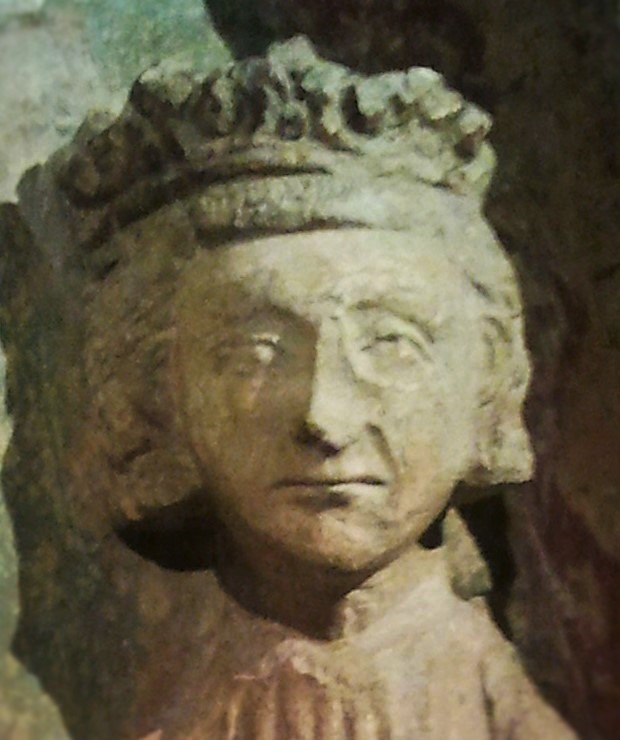
Přemysl Otakar I. – poslední český kníže a první dědičný český král

Styky s Říší a technologický rozvoj zemědělské techniky vedly k ekonomickému a vzápětí i populačnímu růstu. Rozsah osídlení se začal zvětšovat a začala tzv. vnitřní kolonizace, při které osídlení dosáhlo nadmořské výšky 500–600 m a přičemž někteří kolonizátoři se stali významnými pozemkovými vlastníky (Vítkovci, Markvartici, Ronovci), a šlechta se tak začala dělit na „beneficiární“ (šlechta v královských službách) a „pozemkovou“. Celý proces se neobešel bez nejrůznějších sporů, což vedlo k propracování práva. Vzestup pozemkové šlechty a církve probíhal na úkor hradské soustavy, která tak byla nucena se transformovat – okolí hradu se stávalo dějištěm obchodu a v podhradí se tak pozvolna rodila středověká města.
Soběslav II. (1173–1178) nebyl panovníkem, který by tento proces podporoval, ale naopak se opíral o pozvolna mizející skupinu svobodných sedláků. Zničením několika kostelů v Rakousích si navíc vysloužil klatbu. Situace využil Bedřich (1178–1189), který si u Barbarossy vymohl udělení Čech v léno. Trůn skutečně získal, nedokázal však své stoupence náležitě odměnit, a tak se proti němu čeští předáci po několika letech vzbouřili (1182) a za knížete si zvolili Konráda II. Otu. Císař se pokusil krize obratně využít k rozdrobení českého knížectví – Čechy udělil zpět Bedřichovi, Moravu zase Konrádu Otovi, který se začal nazývat moravským markrabětem. Svého cíle ale císař nedosáhl, protože Konrád Ota uznal Bedřichovu nadřazenost, a navíc když Bedřich roku 1189 zemřel, stal se Konrád II. Ota českým knížetem (1189–1191).
Po jeho smrti se znovu rozhořely spory o nástupnictví – Václav II. (1191–1192) byl rychle svržen cílevědomým biskupem Jindřichem Břetislavem. Ten místo něj dosadil svého bratrance Přemysla Otakara I. (1192–1193), kterého však záhy také svrhl a Jindřich Břetislav se sám za podpory císaře Jindřicha VI. stal knížetem (1193–1197). Poté, co byly v české církvi papežským legátem zjištěny závažné poklesky, pozice Jindřicha Břetislava se prudce zhoršila a Přemysl Otakar proto vpadl do Čech. Vpád ale přišel příliš brzy, Přemysl nezískal dostatečnou podporu, a tak se musel stáhnout. Roku 1197 Jindřich Břetislav zemřel a na trůn nastoupil Přemyslův mladší bratr Vladislav Jindřich. Přemysl se však nehodlal vzdát, znovu vpadl do Čech a Vladislav Jindřich mu po dohodě trůn předal.
Ve stejné době se vyhrotil spor mezi Štaufy (Filip Švábský) a Welfy (Ota IV. Brunšvický). Přemysl Otakar se rozhodl podpořit Filipa Švábského, za což byl roku 1198 odměněn královskou korunovací v Mohuči, tentokrát již byl titul dědičný. Později přešel Přemysl krátce na stranu Welfů, kteří Přemyslovi královský titul uznali. Roku 1212 byla veškerá privilegia shrnuta a potvrzena Zlatou bulou sicilskou. České knížectví bylo povýšeno na České království, které mělo ve znaku nejdříve lvici (jeden ocas), později lva (dva ocasy). Přemyslovci nadále používali orlici jako svůj rodový znak.

## Seznam českých knížat
| - Bořivoj I. - Spytihněv I. - Vratislav I. - Václav (Svatý) - Boleslav I. Ukrutný - Boleslav II. - Boleslav III. - Vladivoj - Jaromír - Oldřich - Břetislav I. - Spytihněv II. - Vratislav II. (od roku 1085 král) - Konrád I. Brněnský | - Břetislav II. - Bořivoj II. - Svatopluk Olomoucký - Vladislav I. - Soběslav I. - Vladislav II. (od roku 1158 král) - Bedřich - Soběslav II. - Konrád II. Ota - Václav II. (kníže) - Jindřich Břetislav - Vladislav Jindřich - Přemysl Otakar I. (od roku 1198 král) |